# 山柚
山柚（学名：Champereia manillana），又名台湾山柚，为山柚科山柚属下的一个种。